# Schulschiff

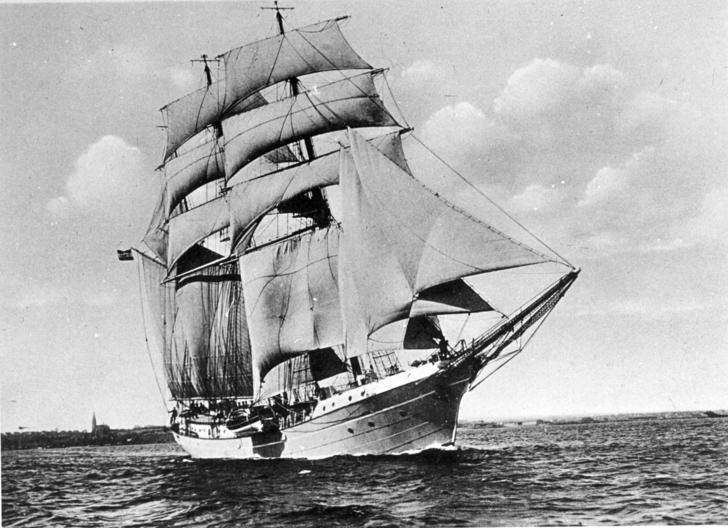
Die Niobe

Ein Schulschiff ist ein Schiff, welches der Ausbildung von Berufseeleuten dient und von einer Seeakademie oder einer gleichartigen Organisation betrieben wird. Das erste Segelschulschiff der Geschichte war die HMS Beatty, die von der Marine Society im Auftrag des britischen Parlaments für diesen Zweck erworben wurde. Die Beatty lag allerdings dauerhaft auf der Themse vor Anker und war nicht segeltauglich.

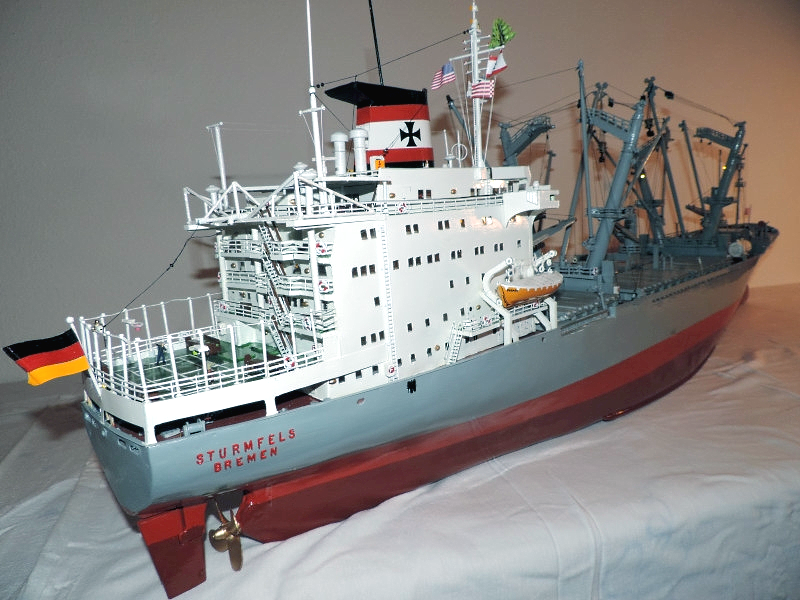
Modell des DDG-Ausbildungsschiffs Sturmfels mit vergrößerten Aufbauten

## In der deutschen Handelsschifffahrt
In der Handelsschifffahrt sind Schulschiffe heute nur noch vereinzelt in Gebrauch, da im Alltag an Bord die „praktische“ Seemannschaft kaum noch benötigt wird. Die nötige Praxis an Bord erlangen angehende Seeleute heute durch entsprechende Berufe oder Praktika, die in der Regel an Bord von Handelsschiffen durchgeführt werden.
Das erste deutsche Handelsmarine-Schulschiff war die 1901 in Dienst gestellte Großherzogin Elisabeth, das mit Unterbrechungen bis 1945 zur Ausbildung genutzt wurde. Das letzte zur See fahrende deutsche Segelschulschiff der Handelsschifffahrt wurde die Ketsch Seute Deern. Sie wurde 1964 bis 1967 vom Deutschen Schulschiff-Verein und 1967 bis 1969 vom Norddeutschen Lloyd zu Ausbildungsfahrten eingesetzt. Seit dem 1. Januar 1970 ist es für angehende Kapitäne keine Pflicht mehr, auf einem Segelschiff zu lernen.
Lediglich die Fachhochschule Oldenburg/Ostfriesland/Wilhelmshaven nutzte noch bis 2007 je ein Schulschiff an den Standorten Elsfleth und Leer (Ostfriesland)
Die DDG-Hansa verfügte mit der Sturmfels (ST-Klasse) bis 1980 über ein Ausbildungsschiff, in dem bis zu 50 Auszubildende (38 nautische und 12 technische Azubis) und fünf Ausbilder Platz fanden. Hinzu kamen Räumlichkeiten für Unterricht und Lehrwerkstatt sowie achtern ein Sportdeck.
Seit 2007 wird Fahrenszeit auf Traditionsseglern vom Bundesamt für Seeschifffahrt und Hydrographie (BSH) nicht mehr zu den vorgeschriebenen Praxissemestern auf See angerechnet. Es findet also offiziell keine Ausbildung von Offizieren der Handelsmarine auf Großseglern mehr statt. Aufgrund des Mangels an qualifizierten deutschen Seeleuten sind manche Reedereien inzwischen dazu übergegangen, Schiffe speziell für die Ausbildung auszurüsten bzw. verstärkt Praktikumsplätze an Bord anzubieten. So ließ beispielsweise das Bremer Unternehmen Beluga Shipping in einige Neubauten ein zusätzliches Deck einbauen, auf dem insgesamt acht angehende Seeleute untergebracht und ausgebildet werden konnten. Auch die Reederei Hapag-Lloyd betreibt mit Chicago Express und Kuala Lumpur Express, Containerschiffen der Colombo-Express-Klasse, zwei Ausbildungsschiffe, auf denen zusätzlich zur Stammmannschaft bis zu 14 Auszubildende und zwei Ausbildungsoffiziere an Bord sind. Zu diesem Zweck wurden beide Schiffe um ein Ausbildungsdeck mit Schulungsraum und Kammern erweitert. Im Maschinenraum steht neben der üblichen Schiffswerkstatt auch eine eigene Ausbildungswerkstatt mit acht Werkbänken zur Verfügung, um die übliche Metallgrundausbildung an Bord weiterführen zu können.
Einen anderen Weg beschreitet das Bremer Unternehmen Harren & Partner, das im September 2006 ein Ausbildungsschiff, die Hanse Explorer, in Dienst stellte; dieses Schiff, das eher einer Yacht gleicht, ist speziell für die Ausbildung von seemännischem Personal gebaut worden.

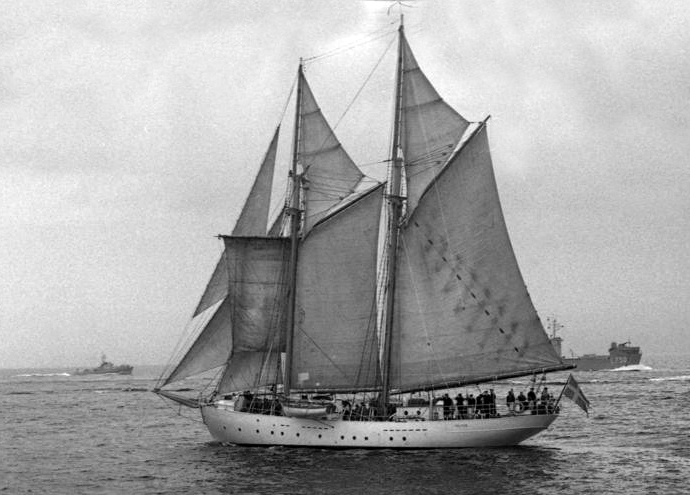
Schwedisches Segelschulschiff Falken (1962)

## Andere Handelsmarinen
1921 wurde von der dänischen Handelsmarine die København in Dienst gestellt. Sie ging Ende 1928/Anfang 1929 auf einer Reise von Buenos Aires nach Melbourne verschollen. Die Sowjetunion und die RGW-Staaten nutzten eigens entwickelte frachttragende Schulschiffe wie den polnischen Typ Stocznia Szczecinska B-80, um den hohen Bedarf an Seeoffizieren ausbilden zu können.
In vielen Staaten wird auch in der zivilen Seefahrt an der Tradition der Segelschulschiffe festgehalten. Auf den meisten von Handelsmarinen betriebenen Segelschulschiffen besteht für zahlende Gäste die Möglichkeit, als Mitsegler (Trainee) an Reisen teilzunehmen. So wurden in den 1980er- und 90er-Jahren auf der Danziger Werft sechs weitgehend identische Schulschiffe gebaut, die auch heute noch im Einsatz sind. Es handelte sich dabei um die Dar Młodzieży (Polen), Mir, Nadeschda und Pallada (alle Russland) sowie Khersones und Druschba (beide Ukraine). Die in Deutschland bekanntesten Schiffe der Klasse sind die Chersones und die Mir, die ebenso Mitsegler an Bord nehmen wie z. B. die russischen Viermastbarken Kruzenshtern und Sedov. An die private Pythagoras Maritime and Technical Schools angegliedert, wurde das ehemalige Frachtschiff Savilco von 1978 bis 1984 als Schulschiff in Piräus, Griechenland, verwendet.

## Binnenschifffahrt

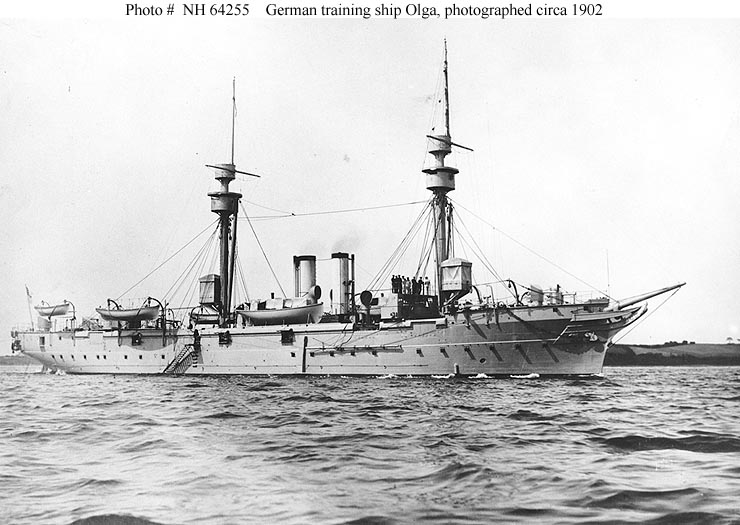
Die Olga

Im Stadthafen Duisburg-Homberg liegt das Schulschiff Rhein, auf dem angehende Binnenschiffer internatsmäßig untergebracht sind, während sie die theoretische Ausbildung im Schiffer-Berufskolleg RHEIN absolvieren. Das Schiff wurde 1984 von der Meidericher Schiffswerft gebaut. Rechtlich wird das Schiff, zusammen mit „Rhein II“ als Schwimmende Anlage deklariert, das Schiff hat aber trotzdem eine ENI-Nummer.
In den Niederlanden werden die angehenden Binnenschiffer seit 2006 auf einem Koppelverband mit der Prinses Máxima ausgebildet. In Belgien wurde am 4. Mai 2012 der Koppelverband Province de Liège in Dienst gestellt. Er besteht aus einem Motorschiff mit Unterkünften und Ausbildungsräumen für 20 angehende Binnenschiffer sowie einem Tankleichter, auf dem die praktische Ausbildung stattfindet.

## Marineschulschiffe
Bei vielen Marinen der Welt werden auf einem Schulschiff neben einer Stammmannschaft eine Anzahl von Kadetten und/oder Unteroffiziersanwärtern zusammengezogen. Oft im Rahmen von Auslandsreisen werden sie in den üblichen militärischen Fächern ausgebildet und zu diplomatischen und wirtschaftlichen Zwecken (Werftindustrie) eingesetzt.
In der Reichsmarine diente die Schleswig-Holstein als Kadettenschulschiff. In der Bundesmarine waren Hipper, Scheer und der „kleine Kreuzer“ Deutschland Schulschiffe. Heute steht allein die (unbewaffnete) Gorch Fock für Ausbildungszwecke zur Verfügung.

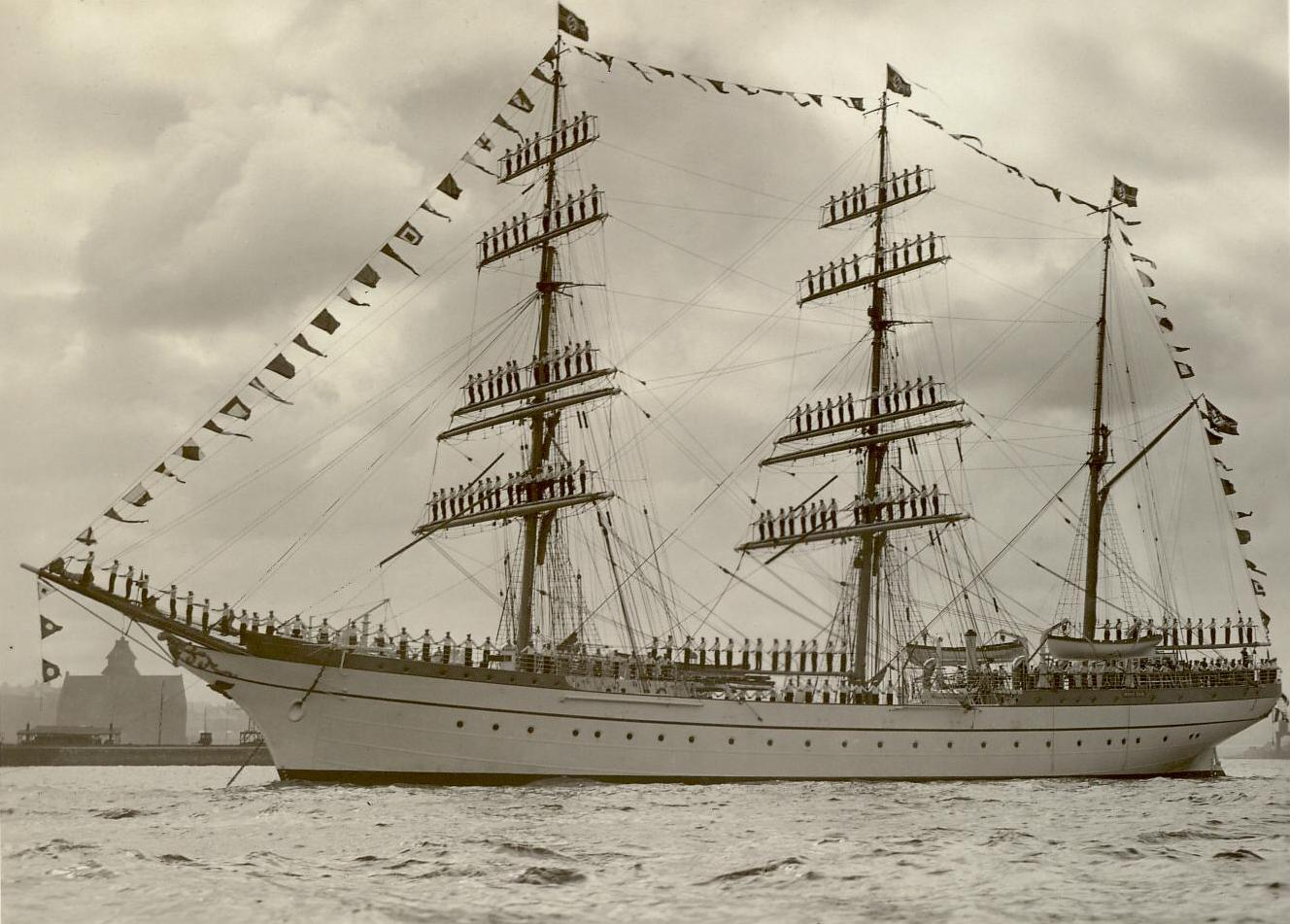
Die Gorch Fock, aus dem Jahr 1933, bei der Einweihung des Marine-Ehrenmal Laboe (1936)

## Segelschulschiffe

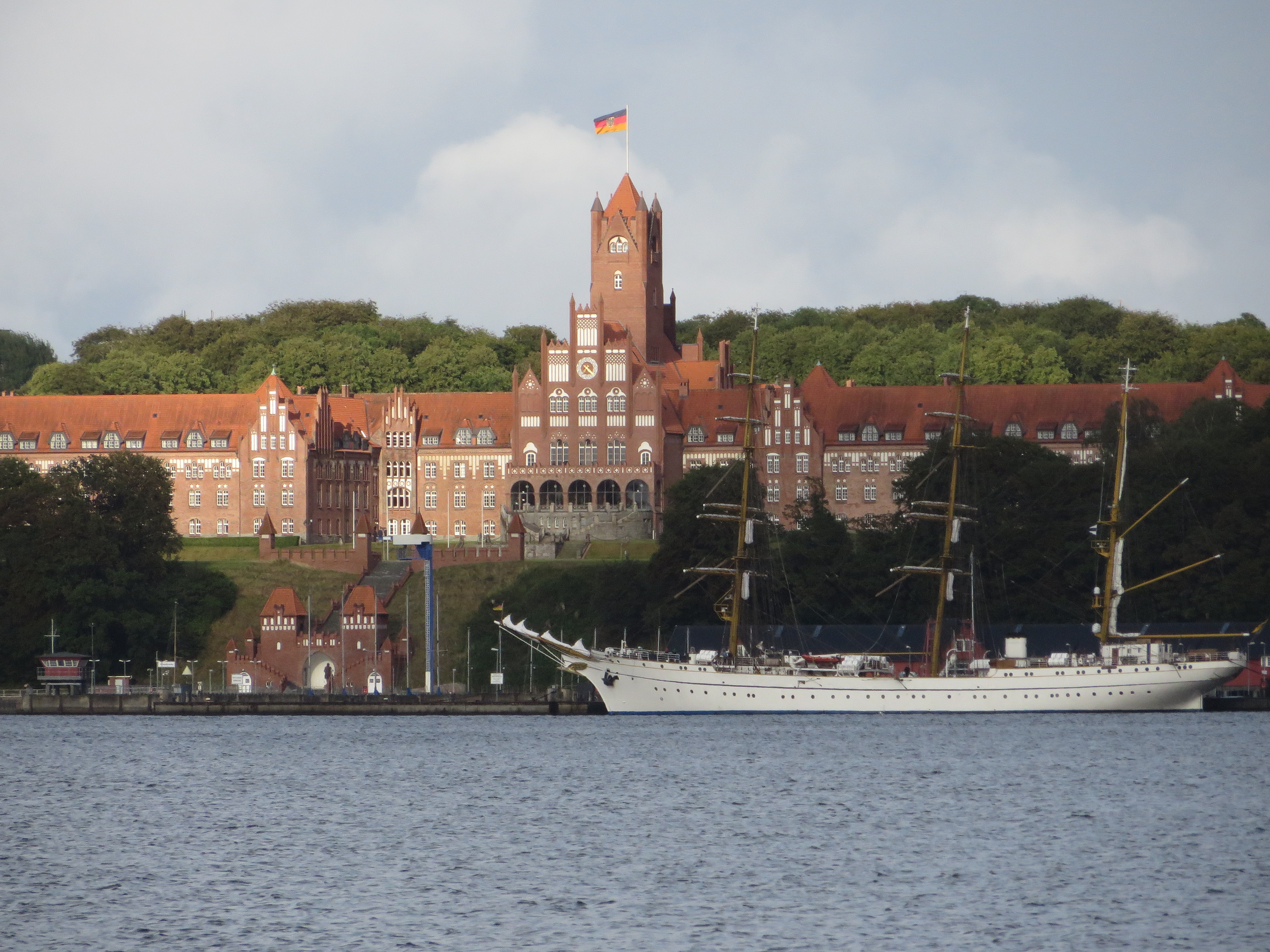
Die Gorch Fock, aus dem Jahr 1958, im Bootshafen der Marineschule Mürwik (2015)

Segelschulschiffe sind von Kriegs- und Handelsmarinen, aber auch von Vereinen und Organisationen in Fahrt gehaltene Großsegler zur Ausbildung des seemännischen Nachwuchses. Es handelt sich entweder um speziell für Ausbildungszwecke konzipierte Schiffe (z. B. die Gorch Fock der Deutschen Marine) oder um umgebaute Frachtsegler (z. B. die Krusenstern (ex Padua)). Das erste Segelschulschiff der Preußischen Marine war die Mercur. Im Deutschen Reich unterhielt der Deutsche Schulschiff-Verein zwischen 1900 und 1944 insgesamt fünf eigene Segelschulschiffe. Zivile Segelschulschiffe wurden bis nach dem Zweiten Weltkrieg meist auch zu Frachtfahrten eingesetzt.